# Легенда (система)

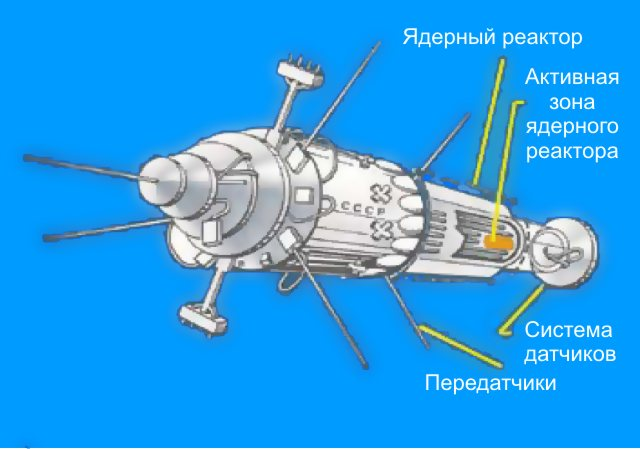
Космос-954, спутник типа УС-А системы «Легенда»

«Легенда» (индекс ГРАУ — 17К114) — советская/российская система глобальной спутниковой морской космической разведки и целеуказания (МКРЦ) силам ВМФ, эксплуатировавшаяся в 1978—2006 годах. Система позволяла отслеживать и прогнозировать тактическую обстановку в мировом океане и передавать информацию в реальном времени на корабли, подводные лодки и наземные пункты, однако недолгий срок службы активных спутников предопределил эпизодичность её работы.

## Разработка
Система «Легенда» была разработана взамен устаревшей авиационной морской радиолокационной системы целеуказания — МРСЦ-1 «Успех», стоявшей на вооружении с 1965 года. Техническое задание на проектирование новой системы было выдано в 1960 году Конструкторскому бюро № 1 (ныне — ЦКБ «Алмаз»). Два типа искусственных спутников, составлявших основу системы, до 1965 года разрабатывало ОКБ-52, а затем — ленинградское КБ «Арсенал». В расчёте орбит и взаимного расположения спутников для покрытия всей акватории мирового океана участвовал академик М. В. Келдыш.
В 1978 году система МКРЦ «Легенда» была принята на вооружение.

## Эксплуатация
Комплекс состоял из разведывательных спутников пассивной (УС–П) и активной (УС-А) разведки:
- спутники пассивной разведки УС-П питались от солнечных батарей, являлись средствами радиотехнической разведки и вычисляли координаты источников радиосигналов.
- спутники активной разведки УС-А представляли собой обзорную РЛС, способную сканировать поверхность с орбиты 270 км, и поэтому требовали мощного источника энергии, которыми являлись портативные ядерные силовые установки малой мощности типа БЭС-5 «Бук» и «Топаз».

В период с 1970 по 1988 годы СССР запустил в космос более 30 спутников-разведчик для обеспечения этой системы. Создание системы разведки и целеуказания «Легенда» стало одним из наивысших достижений советской космической программы. Уникальная, но дорогостоящая спутниковая группировка позволяла держать под контролем все океаны и моря и выдавать при необходимости данные для стрельбы на дальнобойные ракеты кораблей и подводных лодок.
Система показала себя весьма эффективной при наблюдении за войсками Великобритании и Аргентины во время Фолклендской войны (1982): по данным спутников советский Главный штаб ВМФ точно спрогнозировал начало высадки десанта на острова.
«Легенда» использовалась для наведения на цель ПЛАРК проектов 949 «Гранит» и 949А «Антей», вооружённых ракетами П-700 «Гранит» с дальностью полёта, намного превышавшей дальность действия собственных средств обнаружения и целеуказания.
Наличие у СССР космической системы, способной в реальном времени выдавать целеуказание крылатым ракетам, вызывало серьезнейшую тревогу у руководства США. Президент Рональд Рейган называл её в числе главных причин запуска программы создания американских противоспутниковых систем в 1980-е годы.
В 1988 году был принят всемирный запрет на применение спутников с ядерной энергетической установкой на низких околоземных орбитах, вследствие чего строительство и запуски спутников УС-А в начале 1990-х были прекращены. Служба «Легенды» окончательно прекратилась в начале 2000-х, когда завершились запуски поддерживающих группировку спутников радиотехнической разведки: запуски УС-П продолжались до 2006 года.

### Инциденты
- В январе 1978 года разведывательный спутник «Космос-954» с реактором полностью вышел из строя и стал неуправляемым. Попытки вывести его на «орбиту захоронения» оказались безрезультатными, и спутник с ядерным реактором упал в малозаселённый район Канады. Было обнаружено 65 кг стержней от топливных элементов реактора.
- 23 января 1983 года упал в Индийский океан спутник «Космос-1402», не сумев выйти на орбиту захоронения, хотя и сработала система защиты, расколовшая реактор на несколько частей для лучшего сгорания в атмосфере. Ядерный реактор сгорел в атмосфере, но содержащийся в нём уран-235 ещё долго фиксировался в атмосферных осадках. После этой аварии полёты УС-А были приостановлены на полтора года.
- Апрель 1988 года — вышел из-под контроля спутник «Космос-1900» с ядерной энергетической установкой на борту, но активная зона автоматически была выведена на орбиту захоронения.

Эти аварии стали одной из причин выведения системы из эксплуатации под давлением Запада.

## Преемник
На смену «Легенде» пришёл комплекс МКРЦ «Лиана». Минобороны заказало разработку новой системы в 1993 году, опытно-конструкторская работа (ОКР) получила обозначение «Лиана». Как и предшественница, она должна была иметь два типа спутников: активной радиолокационной и пассивной радиотехнической разведки.
МКРЦ «Лиана» состоит из спутников пассивной радиотехнической разведки Лотос-С (два аппарата — 100 % орбитальной группы) и активной радиолокационной разведки «Пион-НКС» (также 2 аппарата).
Из-за нехватки финансирования, многократных пересмотров технических требований и разногласий между компаниями-разработчиками ОКР затянулась. Планировалось, что первые аппараты начнут работать на орбите уже в начале 2000-х. Но первый прототип нового спутника пассивной радиотехнической разведки 14Ф138 «Лотос-С» вывели на орбиту лишь в 2009-м. При этом с самого начала далеко не вся аппаратура в нём функционировала штатно.
«Лотосы» могут отслеживать как морские, так и наземные радиоисточники; это позволило возложить на них обязанности не только аппаратов УА-П, но и производившихся на Украине разведывательных спутников серии «Целина-2».
В 2014—2018 гг. орбитальную группировку пополнили три модернизированных «Лотос-С1», которые получили новый индекс 14Ф145. С выводом в начале 2021 г. ещё одного «Лотос-С1» компонента радиотехнической разведки «Лиана» достигла численности в пять единиц (столько одновременно на орбите не было даже в период расцвета советской «Легенды»).
Оба типа аппаратов «Лианы» выводят на круговую орбиту на высоту 800—900 км (на такой высоте противнику труднее поразить их противоспутниковым оружием). Там срок их службы ограничен только запасами топлива и надёжностью бортовой электроники и должен составить не менее 7 лет.
В 2021 году планировалось, по сообщениям Минобороны, завершить развертывание МКРЦ «Лиана», а также нескольких дополнительных её элементов: полностью функции системы можно будет реализовать только после пополнения её активными аппаратами «Пион-НКС». Первый спутник активной радиолокационной разведки 14Ф139 «Пион-НКС» был запущен 25 июня 2021 с космодрома «Плесецк».
Кроме МКРЦ, в береговой зоне России функции дальней радиолокационной разведки судов в 2010-х годах выполняют комплексы загоризонтной радиолокации «Подсолнух» и самолёты ДРЛО.